# Serock
Serock là một thị trấn thuộc huyện Legionowski, tỉnh Mazowieckie ở trung-đông Ba Lan. Thị trấn có diện tích 13 km². Đến ngày 1 tháng 1 năm 2011, dân số của thị trấn là 4094 người và mật độ 305 người/km².